# 有賀氏
有賀氏（あるがし）は、諏訪氏庶流で代々諏訪郡有賀郷の地を領していた。有賀城を築いた一族という。現長野県である信濃国諏訪郡有賀郷が起源（ルーツ）であり、諏訪神党(神家一党33氏)として南北朝時代は宗家の諏訪氏ともども南朝方となる。
末裔は帰農した者の他、武家として残った有賀勝慶は、武田勝頼の家臣となり、天正10年（1582年）の織田信長の甲州征伐の際に、天目山で勝頼を守って討ち死にした。